# Мамедли, Эльмаддин Самьяддин оглы
Эльмаддин Самьяддин оглы Мамедли (азерб. Məmmədli Elməddin Səmyəddin oğlu, род. 21 ноября 1995 года, Баку, Азербайджан) — азербайджанский волейболист, центральный блокирующий команды «Сумгаит» а также юношеской (U-20) и национальной сборной Азербайджана.

## Биография
Эльмаддин Мамедли начал заниматься волейболом в возрасте 14 лет, когда во время селекции, проводимой в средней школе города Сумгаита, где он обучался, благодаря своему высокому росту (191 см) его приметил опытный волейбольный тренер Дильгам Гахраманов. С октября 2009 по май 2010 года Эльмаддин занимался под руководством данного специалиста.
С 2013 года является студентом факультета игровых видов спорта (волейбол) Азербайджанской Государственной Академии физической культуры и спорта.

## Клубная карьера
- 2010—2011 — «Азернефть» Баку
- 2013— н.в. — «Сумгаит»

В 2010 году молодой волейболист начинает свою профессиональную карьеру в бакинском волейбольном клубе «Азернефть», под руководством тренера Джалила Бахтиозина, где выступает до 2011 года. С 2013 года выступает в команде «Сумгаит», которая ведет борьбу в чемпионате Азербайджана в зоне VII, наряду с представителями команд из городов Гусар, Губа, Хачмаз, Сиазань, Шабран, Хызы, Губадлы, Шуша и Абшерон.

## Сборная Азербайджана
С 2011 года является одним из основных игроков юношеской (U-20)  и национальной сборной Азербайджана по волейболу. В юношеской сборной, капитаном которой является Эльмаддин, выступает под №10, в национальной под №11.
3 и 4 января 2014 года, в составе юношеской сборной Азербайджана принял участие в первом квалифиционном раунде Чемпионата Европы 2014 года, где сыграл против сборных Норвегии и Англии.